# 柳永二郎
柳 永二郎（やなぎ えいじろう、1895年9月16日 - 1984年4月24日）は、大正 - 昭和期の俳優。新劇畑から、新派に転じて活躍。

## 生涯
兵庫県生まれ。本名は永井武。郁文館中学校卒業。
1913年（大正2年）（18歳）、有楽座のお伽芝居に入った。同劇場に出演する新劇諸劇団の舞台を見、また、端役を勤めた。
新劇の劇団を転々としたのち、1919年、新派の井上正夫一座に入り翌年幹部に昇進したが、解散となり、河合武雄に拾われた。以降、離合集散する新派の世界で、男役として次第に頭角を現した。劇界の先輩格には、上山草人、東儀鉄笛、伊庭孝、島村抱月、井上正夫、真山青果、伊井蓉峰、喜多村緑郎らが、ほぼ同世代には、花柳章太郎、伊志井寛、大矢市次郎、初代水谷八重子らがいた。
1921年（大正10年）（26歳）、花柳章太郎らと試演のための『新劇座』を結成し、1931年（昭和6年）まで、14回公演した。1933年、伊志井寛と月刊雑誌『演劇新派』を創刊し、物資払底の1940年まで刊行を続けた。
1939年（昭和14年）（44歳）、花柳章太郎・伊志井寛・大矢市次郎とともに『本流新派』を離れ、川口松太郎・大江良太郎をも同人として、劇団『新生新派』を旗揚げした。喜多村緑郎ものちに加入した。
戦後の1949年（54歳）、新生新派を離れ、伊志井寛と『新作座』を作ったが、一公演のみで潰れた。以降は1940年から始めていた映画出演を増やした。長谷川一夫に招かれて東宝歌舞伎に出演した。テレビドラマにも多く出演。時折は新派に呼ばれ客演した。映画・テレビの双方で、時代劇では上皇から悪徳商人まで様々な役柄を演じている。現代劇でも、海軍大将役など印象深い役が多い。
1966年、紫綬褒章を受けた。1970年、勲四等旭日小綬章を受けた。
1973年（78歳）、当時新派の大御所男性俳優が立て続けに急逝し後進育成もままならない状態になってしまい、同時に初代水谷八重子の相手役に相応しい年齢の役者が不在となり、縁深い柳へぜひとも新派へと戻って来て欲しいと水谷や川口松太郎など新派関係者から懇願され客員的な形で復帰した。1978年3月に約30年ぶりに、『婦系図、湯島天神の場』の早瀬主税を82歳で演じたが、関係者の危惧をはねのけるものであったという。1982年の『女優』が最後の舞台となった。
1984年4月24日、急性心不全により死去。88歳没。
戦前から新派資料を熱心に収集、その歴史を編纂した著書類は、近代演劇史の重要な文献となっている。

## 出演作品

### 映画
- 晴小袖（新興キネマ、1940年） - 泉屋喜兵衛
- 歌行燈（東宝、1943年） - 次郎蔵
- 五重塔（大映、1944年） - 大工源太
- 名刀美女丸（松竹、1945年） - 刀匠・大和守清秀
- 雪夫人絵図（滝村プロ・新東宝、1950年） - 信濃直之
- 帰郷（松竹、1950年） - 牛木利貞
- 銀座化粧（新東宝、1951年） - 杵屋清吉
- 白痴（松竹、1951年） - 東畑
- お遊さま（大映、1951年） - 栄太郎
- 本日休診（松竹、1952年） - 三雲八春
- 西鶴一代女（児井プロ・新東宝、1952年） - 田舎大尽
- 魔像（松竹、1952年） - 大岡越前守
- お茶漬の味（松竹、1952年） - 山内直亮
- うず潮（松竹、1952年） - 雄作
- 花の生涯 彦根篇 江戸篇（松竹、1953年） - 阿部伊勢守
- 太平洋の鷲（東宝、1953年） - 米内光政[1]
- 縮図（近代映画協会、1953年） - 永瀬
- 日本の悲劇（松竹、1953年） - 岩見
- 君の名は 第二部（松竹、1953年） - 永橋
- 君の名は 第三部（松竹、1954年） - 永橋
- 家族会議 東京篇・大阪篇（松竹、1954年） - 仁礼文七
- 日本敗れず（新東宝、1954年） - 米田海軍大臣
- たけくらべ（新東宝、1955年） - 大黒屋の主人
- 紅顔の若武者 織田信長（東映、1955年） - 織田信秀
- 新・平家物語（大映、1955年） - 白河上皇
- 日本橋（大映、1956年） - 五十嵐伝吉
- 嵐の中の男（1957年）- 清水師範
- 智恵子抄（東宝、1957年） - 長沼浅吉
- 日露戦争勝利の秘史 敵中横断三百里（大映、1957年） - 大山総司令官
- 伴淳・森繁の糞尿譚（松竹、1957年） -  赤瀬春吉
- 地獄花（大映、1957年） - 袴野の麿
- 夜の鼓（現代ぷろだくしょん、1958年） - 米林外記
- 絶唱（日活、1958年） - 園田惣兵衛
- 恋山彦（東映、1959年） - 柳沢吉保
- 風雲児 織田信長（東映、1959年） - 今川義元
- 珍品堂主人（東宝、1960年） - 久谷
- 歌行燈（大映、1960年） - 恩地源三郎
- ひばり十八番 弁天小僧 (東映、1960年) - 玄照和尚
- 猟銃（猟銃プロ、1961年） - 三治
- 赤穂浪士（東映、1961年） - 柳沢出羽守
- 黄色い風土（東映、1961年） - 島内輝秋
- 座頭市物語（大映、1962年） - 飯岡助五郎
  - 続・座頭市物語（大映、1962年） - 飯岡助五郎
- 松本清張のスリラー 考える葉（東映、1962年） - 中野博圭
- 斬る（大映、1962年） - 松平大炊頭
- 雪之丞変化（大映、1963年） - 広海屋
- 古都（松竹、1963年） - 水木惣平
- 武士道残酷物語（東映、1963年） - 静田権之進
- ミスター・ジャイアンツ 勝利の旗（東宝、1964年） - ハイヤーの乗客
- 香華（松竹、1964年） - 叶楼楼主
- 竜虎一代（東映、1964年） - 松橋玄一郎
- 赤ひげ（東宝・黒澤プロ、1965年） - 利兵衛
- 大冒険（東宝、1965年） - 日銀総裁
- 遊侠三国志 鉄火の花道 (1968年、日活)
- 人間魚雷 あゝ回天特別攻撃隊（東映、1968年） - 島田軍令部総長
- 黒部の太陽（三船プロダクション・石原プロモーション、1968年） - 熊谷組藤村専務
- 東宝8.15シリーズ
  - 連合艦隊司令長官 山本五十六（東宝、1968年） - 永野軍令部総長[1]
  - 日本海大海戦（東宝、1969年） - 伊藤博文[1]
- 賞金稼ぎ（東映、1969年） - 牧野豊後守
- 組織暴力 兄弟盃（東映、1969年） - 和島太一郎
- やくざ番外地（日活、1969年） - 野見幸次郎
- 嵐の勇者たち（日活、1969年） - 生駒正光
- 朝霧（日活、1971年） - 坂井謙造
- 脱出（近代放映、1972年製作・未公開） - 左右田公造
- ある映画監督の生涯 溝口健二の記録（近代映画協会、1975年）

### テレビドラマ
- ウロコ座（KR）
  - 第52-54話「国定忠治」（1957年）
  - 第68-69話「女書生」（1957年）
  - 第70話「江戸子の死」（1957年）
  - 第83-85話「水滸伝」（1958年）
  - 第95-96話「ひとり相撲」（1958年）
  - 第107-108話「お源のたましい」（1958年）
- 東芝日曜劇場（TBS）
  - 第42話「慶喜命乞」（1957年）
  - 第69話「西郷と豚姫」（1958年） - 西郷隆盛
  - 第86話「荒壽」（1958年）
  - 第92話「海の星」（1958年）
  - 第316話「やさしき夜の物語」（1962年）
  - 第353話「他人の娘」（1963年）
  - 第387話「奥能登の塗師」（1964年）
  - 第408話「女さまざま」（1964年）
  - 第484話「かみなり」（1966年）
- お好み日曜座（NHK）
  - 交代期（1957年）
  - 孟姜女（1958年）
  - 獅子（1958年）
  - はるあき（1958年）
  - 軍配（1959年）
  - 最後の橋（1959年） - 太田
  - 残菊物語（1959年）
  - 目ざまし時計（1959年） - 梅沢虎雄
  - 西郷と豚姫（1959年）
  - 恋文（1960年）
- おかあさん 第15話「信号機」（1958年、TBS）
- テレビ劇場（NHK）
  - 春の雷（1959年）
  - さむさ橋（1959年）
  - 怒濤の中のうた声（1959年）
  - 冬の海辺（1960年）
  - 帰らざる門出（1960年）
  - 道を聞く女（1962年）
  - 歩くときはひとり（1964年）
- ヤシカゴールデン劇場 芽をふく葦（1959年、NTV）
- NECサンデー劇場（NET）
  - 君死にたもうことなかれ（1959年）
  - 落日（1959年）
  - 横綱以上（1960年）
  - 金の簪（1960年）
  - 大砲と撫子（1960年）
  - 訪問客（1960年）
  - 焔の象（1960年） - 由利雁市
  - 流氷の町（1960年）
  - 錯乱（1960年）
  - 夕やけ雲（1960年）
  - 傷痕（1960年）
  - 青眉抄（1961年）
  - 面影（1961年）
  - 片棒担ぎ（1961年）
  - 五十五回目の誕生日（1961年）
  - 惜別（1961年）
- ここに人あり（NTV）
  - 第120話「ツケ打ちさん」（1959年）
  - 第135話「片隅に生きる」（1960年）
  - 第149話「曲師」（1960年）
  - 第165話「村のよろず苦情処理係」（1961年）
- 現代人間模様 第38話「鮨にぎり職人」（1960年、NHK）
- 女の四季（NET）
  - 第10話「新日本橋」（1960年）
  - 第22話「花嫁衣装」（1960年）
- 剣豪秘伝 第27話「改心流車の太刀」（1960年、NET）
- テレビ指定席（NHK）
  - 七人の紳士（1961年）
  - 黒衣（1961年）
  - 汚れた小さな手（1962年）
  - 城砦（1965年）
- 浪曲ドラマ 一心太助（1961年、NHK）
- 二つの橋（1962年、NHK）
- 舞踊ホール（NHK）
  - 雪の炎（1962年）
  - 地獄変（1962年）
- 夫婦百景（NTV）
  - 第198話「三人の妻」（1962年）
  - 第247話「色即是空」（1963年）
  - 第285話「定年以後」（1963年）
  - 第371話「夫婦ハンコ」（1966年）
- 文芸アワー 田舎教師（1962年、NTV）
- 黒の組曲 第30話「支払いすぎた縁談」（1962年、NHK）
- 文芸劇場（NHK）
  - 第53話「黒白」（1962年） - 真田信之
  - 第54話「ならしば」（1962年） - 今井宗久
  - 第63話「大炊介始末」（1963年）
  - 第68話「夢喰らう虫」（1963年）
  - 第76話「総会屋錦城」（1963年） - 大村頭取
- 近鉄金曜劇場 やきもの師（1963年、TBS）
- 判決 第24話「納沙布岬」（1963年、NET）
- 講談ドラマ（NHK）
  - 利休割腹（1963年）
  - 伊達騒動（1963年）
- ポーラ名作劇場 第36話「困った客」（1963年、NHK） - 水野正夫
- 台所太平記（1963年 - 1964年、NTV）
- NHK大河ドラマ（NHK）
  - 赤穂浪士（1964年） - 四方庵宗徧
  - 樅ノ木は残った（1970年） - 古内主膳
  - 新・平家物語（1972年、NHK） - 平盛国
- 風雪（NHK）
  - 壮士芝居（1965年） - 吉川
  - 平民宰相原敬（1965年） - 原敬
- 史劇にっぽん 怒濤日本史 第2話「大化改新」（1966年、MBS）
- 三匹の侍 第5シリーズ 第1話「われらお尋ね者」（1967年、CX） - 坂部将監
- マイティジャック（1968年、フジテレビ） - 矢吹郷之助
- 人形佐七捕物帳（1971年、NET） - 淡路屋五兵衛
- おらんだ左近事件帖 第22話（1972年、フジテレビ）
- 鬼平犯科帳 第2シリーズ 第26話「はさみ撃ち」（1972年、NET / 東宝） - 猿皮の小兵衛
- 霧の旗（1972年、NHK） - 高坂良平
- 若さま侍捕物手帖 第8話「細腕の殺し屋」（1973年、KTV） - 越前屋
- 日本の戦後 第2話「サンルームの二時間」（1977年、NHK） - 美濃部達吉

## 著書
- 『新派五十年興行年表』（双雅房、1937年）（編著）
- 『新派の六十年』（河出書房、1948年）
- 『絵番附・新派劇談』（青蛙房 ＜青蛙選書＞、1966年）
- 『木戸哀楽 新派九十年の歩み』（読売新聞社、1977年）
- 『伊井蓉峰年代記』（国立劇場調査養成部芸能調査室 ＜演芸資料選書＞、1985年）